# Björby

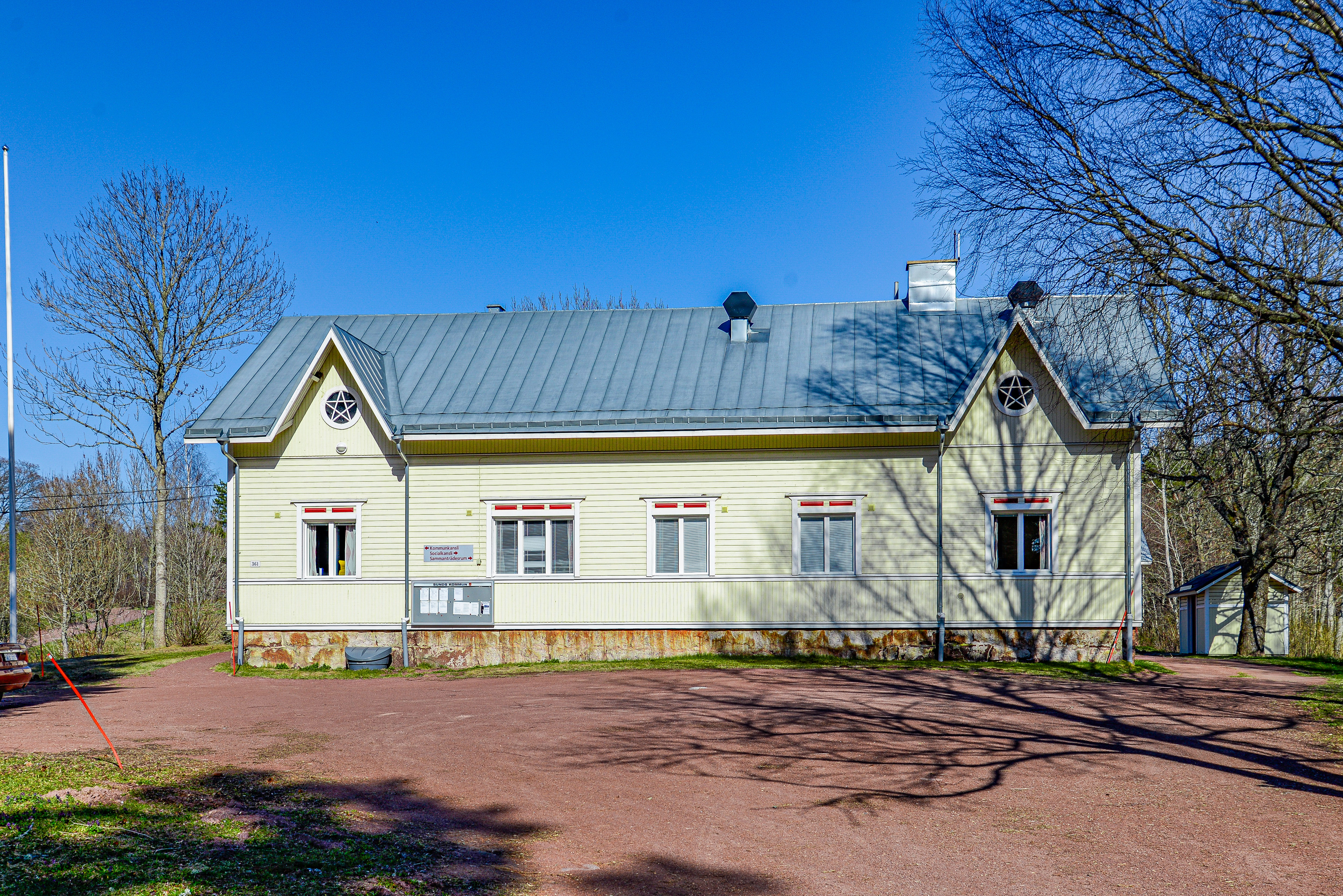
Kommunkansliet i Björby (före detta Björby folkskola). 6 maj 2013.

Björby är en by i Sunds kommun på Åland med 20 invånare (2023). Merparten av bebyggelsen i Björby ligger mellan sjöarna Östra Kyrksundet och Björby träsk.
Kommunkansliet i Sund är inrymt i Björby gamla skola.

## Historia
Björby är sannolikt urby i ett tämligen stort område i dagens Sund och Saltvik och sträckte sig ursprungligen hela vägen upp till havet i norr. Under medeltiden anlades ett flertal nybyggen på utmarken. De utvecklades med tiden till egna byar: Borgboda, Ryssböle, Långbergsöda, Sonröda, Syllöda och Tengsöda i Saltvik samt Håkanböle (nu Rosenberg) och Brändbolstad i Sund.
Björby omtalas första gången i ett dokument daterat i Stockholm den 26 september 1353. Fogden på Åland, Sigurd Månsson, gav sonen Magnus mark belägen i byn Björby i Sunds socken på Åland (in villa Biorneby, parrochia Sunda in Alandia sita).
Bynamnet är sammansatt av personnamnet Björn samt ordet by i betydelsen ’gård’ eller ’nybygge’.
I 1500-talet skatteböcker omtalas två bönder i Björby. Också längre fram i tiden, på 1700- och 1800-talen, fanns två hemman i byn: nr 1 Östergård och nr 2 Västergård. I mitten på 1800-talet var Västergård kluvet i två gårdar.
Björby hörde till Sunds församling fram till 1985, därefter till Sund-Vårdö församling och ingår sedan 2022 i Norra Ålands församling.

## Befolkningsutveckling
| Befolkningsutvecklingen i Björby 1970–2020 | Befolkningsutvecklingen i Björby 1970–2020 | Befolkningsutvecklingen i Björby 1970–2020 | Befolkningsutvecklingen i Björby 1970–2020 | Befolkningsutvecklingen i Björby 1970–2020 |
| ------------------------------------------ | ------------------------------------------ | ------------------------------------------ | ------------------------------------------ | ------------------------------------------ |
|                                            |                                            |                                            |                                            |                                            |
| År                                         |                                            |                                            | Folkmängd                                  |                                            |
| 1970                                       | 1970                                       |                                            | 24                                         |                                            |
| 1980                                       | 1980                                       |                                            | 25                                         |                                            |
| 1990                                       | 1990                                       |                                            | 37                                         |                                            |
| 2000                                       | 2000                                       |                                            | 29                                         |                                            |
| 2010                                       | 2010                                       |                                            | 28                                         |                                            |
| 2020                                       | 2020                                       |                                            | 25                                         |                                            |